# Creu de Collformic
La creu de Collformic és un monument que commemora la mort de 110 liberals de Vic a mans dels carlins durant la Tercera Guerra Carlina i està situada dins el Parc Natural del Montseny. És una obra del Brull (Osona) protegida com a Bé Cultural d'Interès Local.

## Descripció
Creu de ferro muntada sobre un petit pedestal de pedra. És de petites proporcions. La seva forma recorda lleugerament la creu de Malta, tot i que és un xic més esvelta. El ferro forjat marca l'entorn de la creu, l'interior és buit. El volt és ondulat i tota ella és feta amb una tira de ferro d'uns cinc mil·límetres de gruix i uns tres centímetres d'amplada. La ondulació del ferro, però, li dona un aspecte més reforçat. Al seu basament hi podem veure una esfera, de la qual surt el basament que es clava a la pedra del pedestal on està ferrada.

## Història
Aquesta creu va ser col·locada amb motiu de la matança de 110 fugitius liberals de Vic, que el dia 10 de gener de l'any 1874 fugien de la presa de Vic a càrrec del carlí en cap Rafael Tristany. L'autor material de la matança va ser el coronel carlí Ramon Vila, de Viladrau, sota les ordres de Francesc Auguet. Les víctimes, capturades mentre reposaven al mas de Sant Andreu, al camí que els havia de dur a la costa. Després d'haver estat fets presoners, tots van ser afusellats.

### La matança de Collformic
La Tercera Guerra Carlina (1872-1876), va ser la que més va afectar el Montseny. Els fets de Collformic van ser un dels més sagnants de la història del massís. Després de la presa de Vic per part de les tropes carlines, el 1874, més d'un centenar de soldats i voluntaris nacionals van haver de fugir. El seu objectiu era arribar a Sant Celoni, però un escamot de carlins, dirigits per Ramon Vila i Colomer, va interceptar un dels grups prop del pla de la Calma i els va dur cap a la Masia de Santandreu de la Castanya, a Collformic, on van ser afusellats. Durant la nit, a més, els carlins van perseguir la resta dels grups amenaçant també als habitants dels masos dels voltants. En total, foren 110 homes els que van ser assassinats. La majoria d'aquells cossos, van ser sepultats a l'antic pou de glaç de Collformic, encara avui visible, situa a pocs metres del restaurant actual. El 1879, un cop acabada la guerra, els cadàvers dels homes enterrats al pou del glaç van ser traslladats al cementiri de Seva, fins que el 1883, per pressió popular, l'Ajuntament de Vic va crear una comissió que aconseguiria, finalment, traslladar totes les restes al cementiri de la capital d'Osona.
Tot i que els fets essencials semblen incontrovertibles, les fonts carlines referides als informes del mateix Vila parlen de morts en combat quan l'escamot fugia pel Brull cap a Collformic i que van oferir "alguna resistència" (sic). El general Tristany, en canvi, s'hi refereix dient que "fueron acuchillados" (sic).

### El record de la Creu
Quaranta anys més tard, el 1912, el diari de Vic La gazeta montanyesa va impulsar una campanya per homenatjar aquells homes morts a Collfornic. Aquella iniciativa va culminar amb la instal·lació de la Creu que hi ha al principi del camí de Matagalls. El mateix diari resumia l'objectiu d'aquesta iniciativa, l'entrega a la posteritat perquè guardi i resti com una protesta contra un fet execrable i a la vegada un monument demostratiu de quins són els fruits que produeixen les guerres civils.